# Vazmeni smijeh
Risus paschalis bio je kršćanski običaj, prakticiran najmanje od 852. do 1911. i raširen osobito u Bavarskoj, prema kojem je svećenik u uskršnjoj misi u homiliju uključivao priču o zanimljivostima i šalama kako bi pobudio veselje kod vjernika i time pokazao pobjedu nad smrću.
Prvi potvrđeni ovakav događaj bio je 852. u Reimsu. Dante Alighieri također spominje ovu praksu u svojoj Božanstvenoj komediji (Raj, pjevanje 29.):
Sada se ide sa šalama i šalama // propovijedati, i dok se dobro nasmije, // napuhne kapuljaču i ne treba više.
Erazmo Roterdamski je ovu praksu nazvao „najsramotnijim što postoji”. Protiv ovog se običaja borio i papa Klement X. Posljednje svjedočanstvo ovog običaja datira iz 1911. godine kada Frankfurtske novine izvještavaju da je još uvijek u uporabi u crkvama Štajerske, između Austrije i Slovenije.